# Marie-Louise Bion
Marie-Louise Bion, nascida em 18 de maio de 1858 em Schönholzerswilen e falecida em 28 de março de 1939 em Zurique, foi uma pintora suíça.